# Paris-Orléans (cyclisme)
Pour les articles homonymes, voir Paris-Orléans.
Paris-Orléans est une course cycliste française, organisée de 1896 à 1993 entre la Capitale et la ville d'Orléans dans le département du Loiret en région Centre-Val de Loire.

## Palmarès
| Année | Vainqueur          | Deuxième            | Troisième           |
| ----- | ------------------ | ------------------- | ------------------- |
| 1896  | Lucien Bouvet      | Charles Matheï      | ? Voigt             |
| 1905  | André Pottier      |                     |                     |
| 1906  |                    |                     | Jean Alavoine       |
| 1913  | Robert Jacquinot   |                     |                     |
| 1915  | Charles Juseret    |                     |                     |
| 1916  | Charles Deruyter   | Hubert Samyn        | Adrien Bonheure     |
| 1917  | Lucien Cazalis     | ? Gaisne            | José Pelletier      |
| 1922  | Achille Souchard   | Georges Wambst      |                     |
| 1923  | François Copin     | André Leducq        | Roger Dhuez         |
| 1924  | Jean Bidot         | André Leducq        |                     |
| 1926  | Armand Blanchonnet |                     |                     |
| 1928  | Pierre Hirschinger | Paul Chocque        |                     |
| 1931  | René Le Grevès     | Paul Chocque        | Amédée Fournier     |
| 1933  | Raymond Horner     | André Deforge       | René Debenne        |
| 1938  | Georges Blum       |                     |                     |
| 1946  | René Lauk          |                     |                     |
| 1947  | Anzio Mariotti     | Guy Solente         |                     |
| 1953  | Claude Barmier     |                     |                     |
| 1956  |                    | Jean Graczyk        |                     |
| 1958  | Jean Jeugnet       | Jean-Claude Lecante |                     |
| 1970  | Paul-Louis Combes  | Christian Nibeau    | Jean-Claude Largeau |
| 1976  |                    | Serge Beucherie     |                     |
| 1977  | Philippe Tesnière  |                     |                     |
| 1979  | Marc Madiot        |                     |                     |
| 1980  | Guy Gallopin       |                     |                     |
| 1981  | Yves Beau          |                     | Martial Gayant      |
| 1982  | Philippe Tesnière  |                     |                     |
| 1983  | Pascal Campion     |                     |                     |
| 1984  | Pascal Dubois      | Martin Earley       | Philippe Tesnière   |
| 1985  | Claude Carlin      |                     | Philippe Tesnière   |
| 1986  | Johnny Weltz       |                     |                     |
| 1987  | Philippe Lauraire  |                     |                     |
| 1988  | Bruno Bonnet       | Philippe Lauraire   |                     |
| 1989  | Nicolas Dubois     | Vincent Comby       | Vagn Scharling      |
| 1990  | Pascal Badin       | Emmanuel Mallet     |                     |
| 1991  |                    |                     | Sławomir Krawczyk   |
| 1992  |                    | Guillaume Judas     | Jean-Jacques Henry  |
| 1993  |                    | Michel Dubreuil     |                     |

## Sources et liens externes
- Paris-Orléans sur Site du Cyclisme
- Paris-Orléans sur Musée du Cyclisme
- Paris-Orléans 1916 sur cyclistes-dans-la-grande-guerre.fandom.com
- Paris-Orléans 1917 sur cyclistes-dans-la-grande-guerre.fandom.com
- Paris-Orléans 1923 sur La Pédale du 9 octobre 1923
- Paris-Orléans 1933 dans Le Miroir des sports
- Année 1947 dans Cyclette Revue le 1er mai 1947
- Paris-Orléans 1970 dans veloquercy.over-blog